# Christiane F. - Wir Kinder vom Bahnhof Zoo
Christiane F. - Wir Kinder vom Bahnhof Zoo is een West-Duitse dramafilm uit 1981 onder regie van Uli Edel. Het verhaal is gebaseerd op dat uit Wir Kinder vom Bahnhof Zoo, het gelijknamige biografische boek van Kai Hermann en Horst Rieck, die dit schreven naar aanleiding van hun ontmoeting met de echte, toen nog vijftienjarige Christiane F(elscherinow). Hoofdrolspelers Natja Brunckhorst (als Christiane) en Thomas Haustein (als haar vriendje Detlev) waren destijds nog volstrekt onbekend.
De film won zowel een Goldene Leinwand als de prijs voor populairste film op het Montréal World Film Festival 1981.
In 2021 werd een Amazon Prime-serie uitgebracht, gebaseerd op het boek.

## Verhaal
Christiane Felscherinow (Brunckhorst) komt in 1974 via vrienden voor het eerst met drugs in aanraking. Een beginnende verslaving blijkt binnen een mum van tijd niet meer te stoppen. Om dit te bekostigen gaat Christiane op veertienjarige leeftijd de prostitutie in en maakt van Station Berlin Zoologischer Garten haar werkterrein. Haar vriendje Detlev (Haustein) prostitueert zich ook en helpt haar hierbij. Haar moeder hoort van haar verslaving als het al bijna te laat is. Als Christiane in de krant leest dat haar beste vriendin Babsi overleden is, is ze van afschuw vervuld. Op dat moment is Babsi de jongste persoon in Duitsland die aan heroïne gestorven is.

## Rolverdeling
| Acteur              | Personage               |
| ------------------- | ----------------------- |
| Natja Brunckhorst   | Christiane Felscherinow |
| Thomas Haustein     | Detlev                  |
| Christiane Reichelt | Babsi                   |
| Jens Kuphal         | Axel                    |
| Rainer Wölk         | Leiche                  |
| Jan Georg Effler    | Bernd                   |
| Daniela Jaeger      | Kessi                   |
| Kerstin Richter     | Stella                  |
| David Bowie         | zichzelf                |
| Christiane Lechle   | Christianes moeder      |

## Achtergrond
Na een lange voorbereiding werd de oorspronkelijke regisseur Roland Klick twee weken voor het draaien ontslagen, toen deze ruzie kreeg met de producent. Daarna nam Edel het over. De film is op de originele locaties gedraaid, deels met acteurs zonder ervaring. Regisseur Edel kreeg ondersteuning van David Bowie, bij wie Christiane aanwezig was bij een concert in Berlijn. In de film worden hiervan originele opnames vertoond. Bowie speelt zichzelf en treedt op met het nummer Station to Station. De scene waarin Christiane en haar vrienden een Berlijns winkelcentrum vandaliseren, begeleid door David Bowie's Heroes, werd later een kenmerkende scene uit de film.
- Catàleg d'autoritats de noms i títols de Catalunya: 981058518194606706
- Gemeinsame Normdatei: 7861258-5
- Virtual International Authority File: 316755099